# 深裂五裂蟹甲草
深裂五裂蟹甲草（学名：Parasenecio quenquelobus var. sinuatus）为菊科蟹甲草属下的一个变种。主要生长在海拔3000-3600米的冷杉林下。主要分布在西藏(米林、错那、吉隆、工布江达等)、不丹。模式采自不丹。在中国西藏为首次记录。

## 扩展阅读
- 維基物種上的相關：深裂五裂蟹甲草